# Jerney Kaagman
Christina Henriette (Jerney) Kaagman (Den Haag, 9 juli 1947) is een Nederlandse zangeres, die bekend werd van de band Earth & Fire. Ze was verder onder meer voorzitter van Stichting Conamus (later Stichting Buma Cultuur geheten) en van de BV Pop, evenals jurylid van het televisieprogramma Idols.

## Leven en werk
Kaagman volgde de middelbare meisjesschool aan het Voorburgse Huygenslyceum en was lid van het schoolkoor en van de schoolband The Rangers. Daarna volgde ze een secretaresseopleiding.
In september 1969 werd ze gevraagd als zangeres bij de Haagse popgroep Earth & Fire. Ondertussen deed ze mee aan het televisieprogramma Beat behind the dikes, waarin ze mee zong in de supergroep "Holland" die de eenmalige single Hans Brinker symphony (1971) uitbracht.
Met Earth & Fire bereikte Kaagman tweemaal kortstondig de hoogste positie in de Top 40 en de Top 30 en wel met Memories (1972) en Weekend (1979). Nadat de band in 1983 uit elkaar was gegaan, maakte ze twee solo albums. In 1987 maakte Earth & Fire een korte comeback.
Kaagman was vanaf 1987 voorzitter van de muzikantenvakbond BV Pop. In de jaren negentig werd ze PR-manager bij Radio Noordzee Nationaal en op 1 november 2000 werd ze directeur bij de stichting Conamus, inmiddels Stichting Buma Cultuur. Op 1 maart 2009 legde ze deze functie neer. Op 26 december 2008 maakte ze op Radio 1 bekend na haar vertrek via de politiek voor de muziekindustrie onder meer beleid te willen maken tegen het downloaden van illegaal op internet geplaatste muziek.
Van 2002 tot 2008 was Kaagman jurylid van het talentenjachtprogramma Idols.

## Privé

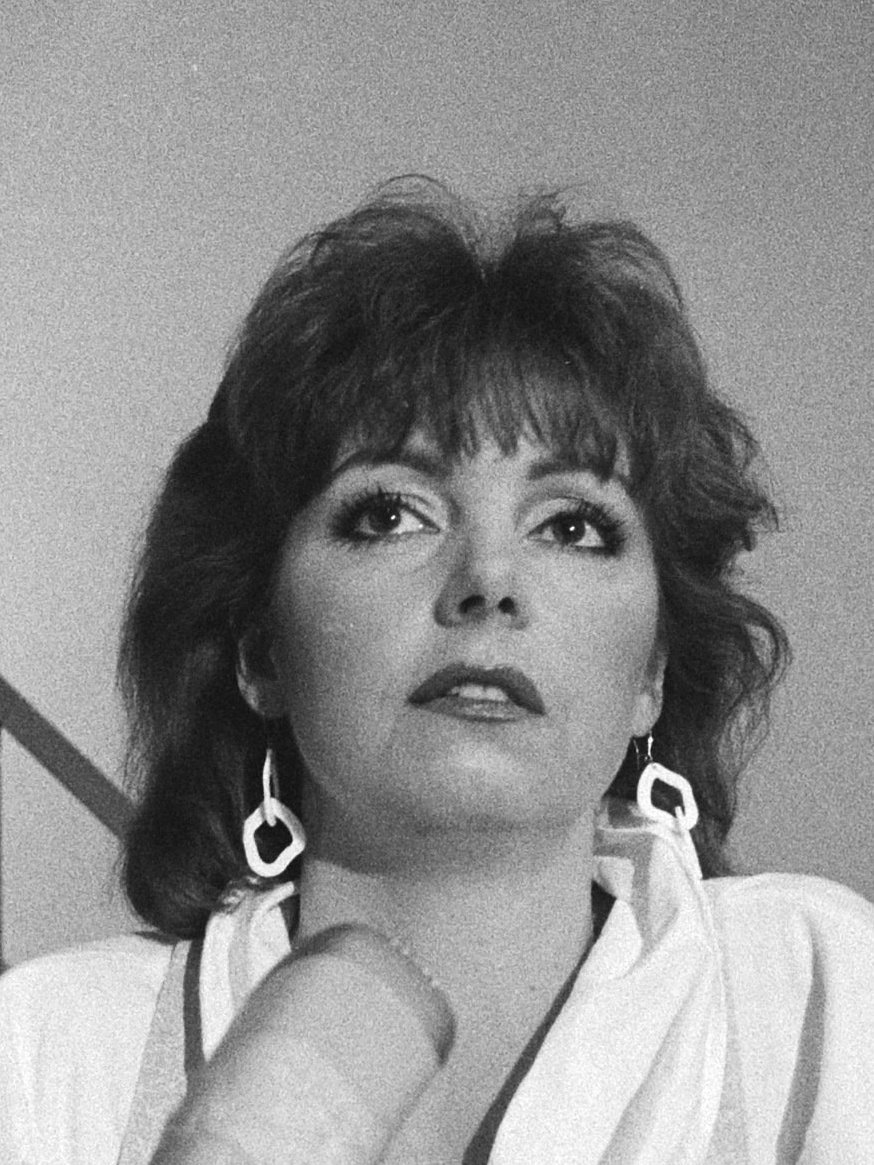
Kaagman in 1984

Kaagman woonde sinds 1974 samen met Bert Ruiter, basgitarist bij Focus en Earth & Fire en producer. Hij overleed in 2022.
Op 17 oktober 2012 maakte Kaagman in een interview met Weekend bekend dat ze de ziekte van Parkinson heeft. Ze zei dat ze een voorbeeld wilde zijn voor anderen door openlijk uit te komen voor haar ziekte.

## Erkenningen
- Tijdens haar afscheidsreceptie bij Buma Cultuur in maart 2009 werd Kaagman gedecoreerd als ridder in de Orde van Oranje-Nassau.[5]
- Eind 2016 ontving zij de Hans Kosterman Prijs voor haar verdiensten op het gebied van auteursrechten van muzikanten.[6]

## Discografie

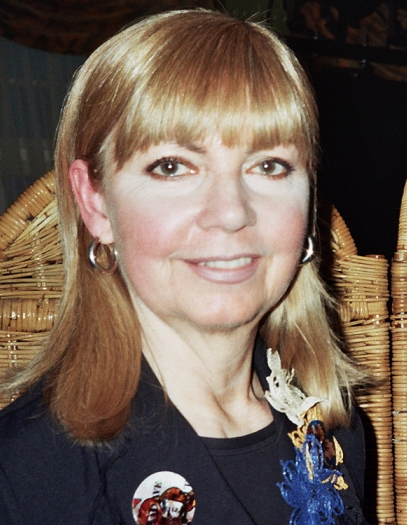
In 2008

### Albums
- 1984 - Made on earth
- 1987 - Run

### Singles
- 1984 - "Allright, here I am"/"Willow tree"
- 1984 - "I will love you endlessly"/"Misery"
- 1984 - "My mystery man"/"Misery"
- 1985 - "I'll take it"/"Misery"
- 1986 - "Victim of the night"/"Theme from V.O.N."
- 1987 - "Running away from love"/"Dance to the music"
- 1988 - "Queen of hearts"/"You've got to believe"
- 1988 - "Don't say it"/"I don't wanna talk about it”

| Single met eventuele hitnotering(en) in de Nederlandse Top 40 | Datum van verschijnen | Datum van binnenkomst | Hoogste positie | Aantal weken | Opmerkingen                   |
| ------------------------------------------------------------- | --------------------- | --------------------- | --------------- | ------------ | ----------------------------- |
| "All right here I am"                                         | 1984                  | 14-04-1984            | 22              | 5            | #33 in de Nationale Hitparade |
| "My mystery man"                                              | 1984                  | 15-12-1984            | tip             | -            |                               |

## Varia
- Kaagman poseerde naakt in de Nederlandstalige Playboy van mei 1983.
- Op 1 juli 2021 vond er in het kader van de release van het door Rob de Nijs en Ernst Daniël Smid geschreven lied over hun strijd tegen de ziekte Parkinson een hereniging plaats tussen Kaagman en oud-Idols deelnemers Jim Bakkum en Jamai Loman.[7]

## Publicatie
- Fred & Dick Hermsen: Earth and Fire - De biografie 1969-1983. Rijswijk, Eburon, 2006. ISBN 9789059721289

- Biblioteca Nacional de España: XX5059608
- International Standard Name Identifier: 0000 0000 5328 9881
- Library of Congress Control Number: no98026406
- MusicBrainz: be2c5789-1997-49f7-8a18-331b4b999319
- Nederlandse Thesaurus van Auteursnamen: 073605867
- Virtual International Authority File: 48840273
- WorldCat: E39PBJj4qvVgRHmHRQHRjvMgKd